# Pinot meunier
Pinot meunier é uma casta de uva tinta de tamanho pequeno e cachos compactos. É utilizada na elaboração de vários vinhos franceses inclusive os renomados espumantes de Champagne (champanhes).